# Adolph Roniger

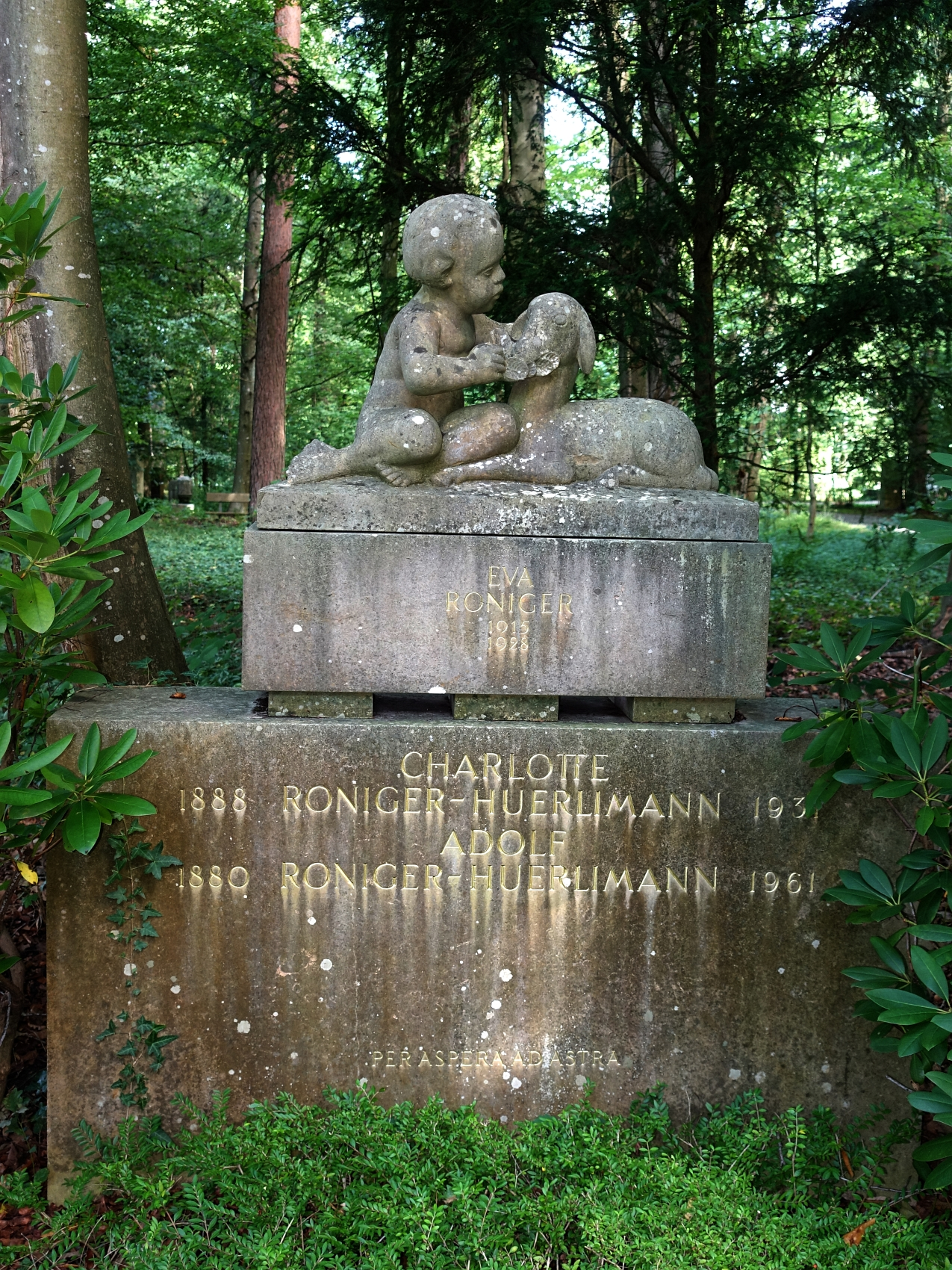
Familiengrab Roniger auf dem Waldfriedhof Rheinfelden

Adolph Roniger (* 29. August 1880 in Rheinfelden; † 20. März 1961 in Basel) war ein Schweizer Brauer und Unternehmer.
Adolph Roniger war der älteste Sohn von Theophil Roniger. Er übernahm 1913 die Geschäftsleitung und baute Feldschlösschen zur führenden Brauerei der Schweiz aus. Roniger motorisierte die Brauerei ab 1913 und führte sie durch beide Weltkriege, in denen steigende Rohstoffpreise und Versorgungsengpässe den Umsatz einbrechen liessen. Während seiner Direktionszeit steigerte die Brauerei ihre Produktion von 250'000 hl 1914 auf über 600'000 hl um 1960 und führte 1920 die erfolgreiche «Hopfenperle» ein. Roniger war Präsident des Schweizerischen Bierbrauervereins.
Sein jüngerer Bruder war der Schriftsteller und Verleger Emil Roniger. 1915 heiratete Adolph Roniger die Tochter des Brauereibesitzers Hürlimann, Anna Bertha Charlotte Hürlimann (1888–1931). Zusammen hatten sie eine Tochter, Eva Roniger (1915–1928). Sie unterstützten den Maler Jakob Strasser finanziell für das Erstellen von Entwürfen und für die 1932 geschaffenen vier Wandbilder in der Abdankungskapelle des Waldfriedhofs Rheinfelden.